# Achipterioidea
Achipterioidea är en överfamilj av kvalster. Achipterioidea ingår i ordningen Sarcoptiformes, klassen spindeldjur, fylumet leddjur och riket djur. Enligt Catalogue of Life omfattar överfamiljen Achipterioidea 111 arter. 
Kladogram enligt Catalogue of Life:
| Achipterioidea | \| \| Achipteriidae \| \| \| \| \| \| Tegoribatidae \| \| \| \| |
|                | \| \| Achipteriidae \| \| \| \| \| \| Tegoribatidae \| \| \| \| |
|                | Achipteriidae                                                   |
|                |                                                                 |
|                | Tegoribatidae                                                   |
|                |                                                                 |